# Campeonato Europeo de Voleibol Masculino de 1948
El Campeonato Europeo de Voleibol Masculino de 1948 fue la primera edición de esa competición, realizada entre el 24 y el 26 de septiembre de 1948 en Roma, Italia y organizado por la CEV. El primer título europeo de la historia fue por Checoslovaquia.

## Formato
Las seis selecciones participantes disputan un hexagonal cuya clasificación define también la del torneo: los equipos ganan un punto por cada partido jugado y otro más por cada victoria.

## Equipos
- Bélgica
- Checoslovaquia
- Francia
- Italia
- Países Bajos
- Portugal

## Grupo final

### Primera Jornada
| Fecha | Partido                       | Resultado                    |
| 24/09 | Italia – Bélgica              | 3-0 (15-8,15-5,15-6)         |
| 24/09 | Checoslovaquia – Países Bajos | 3-0 (15-1,15-5,15-7)         |
| 24/09 | Francia - Portugal            | 3-1 (15-11,15-9,10-15,15-10) |
| 24/09 | Italia – Países Bajos         | 3-0 (15-4,15-5,15-13)        |
| 24/09 | Checoslovaquia – Portugal     | 3-0 (15-3,15-8,15-6)         |
| 24/09 | Francia - Bélgica             | 3-0 (15-8,15-7,15-7)         |

### Segunda Jornada
| Fecha | Partido                  | Resultado             |
| 25/09 | Italia – Portugal        | 3-0 (15-8,15-9,15-10) |
| 25/09 | Checoslovaquia – Francia | 3-0 (15-7,15-5,15-5)  |
| 25/09 | Bélgica - Países Bajos   | 3-1                   |

### Tercera Jornada
| Fecha | Partido                  | Resultado                        |
| 26/09 | Checoslovaquia – Bélgica | 3-0 (15-4,15-5,15-5)             |
| 26/09 | Francia - Italia         | 3-2 (15-8,8:15,15-9,15-17,15-13) |
| 26/09 | Portugal - Países Bajos  | 3-0 (15-1,15-2,15-6)             |
| 26/09 | Checoslovaquia – Italia  | 3-0 (15-1,15-5,15-5)             |
| 26/09 | Francia – Países Bajos   | 3-0 (15-11,15-10,15-4)           |
| 26/09 | Portugal - Bélgica       | 3-0                              |

## Clasificación final
| Clasificación | Clasificación  | Clasificación | Clasificación | Clasificación | Clasificación | Clasificación | Clasificación | Clasificación |
| Pos.          | Equipo         | Puntos        | P.G.          | P.P.          | Sets G.       | Sets P.       | Tantos G.     | Tantos P.     |
| ------------- | -------------- | ------------- | ------------- | ------------- | ------------- | ------------- | ------------- | ------------- |
| 1.º           | Checoslovaquia | 10            | 5             | 0             | 15            | 0             | 225           | 72            |
| 2.º           | Francia        | 9             | 4             | 1             | 12            | 6             | 230           | 199           |
| 3.º           | Italia         | 8             | 3             | 2             | 11            | 6             | 208           | 181           |
| 4.º           | Portugal       | 7             | 2             | 3             | 7             | 9             | 134           | 154           |
| 5.º           | Bélgica        | 6             | 1             | 4             | 3             | 13            | 55            | 135           |
| 6.º           | Países Bajos   | 5             | 0             | 5             | 1             | 15            | 69            | 180           |

## Medallero
|                            |         |        |
| Checoslovaquia (1° título) | Francia | Italia |